# Anaheim Regional Transportation Intermodal Center
Das ARTIC / Anaheim Regional Transportation Intermodal Center ist der Hauptbahnhof von Anaheim in Kalifornien. Das neue Bahnhofsgebäude wurde 2014 eröffnet und plant den Anschluss an den kalifornischen Hochgeschwindigkeitszug bereits ein. Neben Fernbahnsteigen und dem Anschluss der Metrolink-Vorortzüge gibt es einen Busbahnhof mit zwölf Plätzen. Es wurden auch Vorkehrungen für eine noch zu planende Straßenbahn geschaffen.

## Galerie

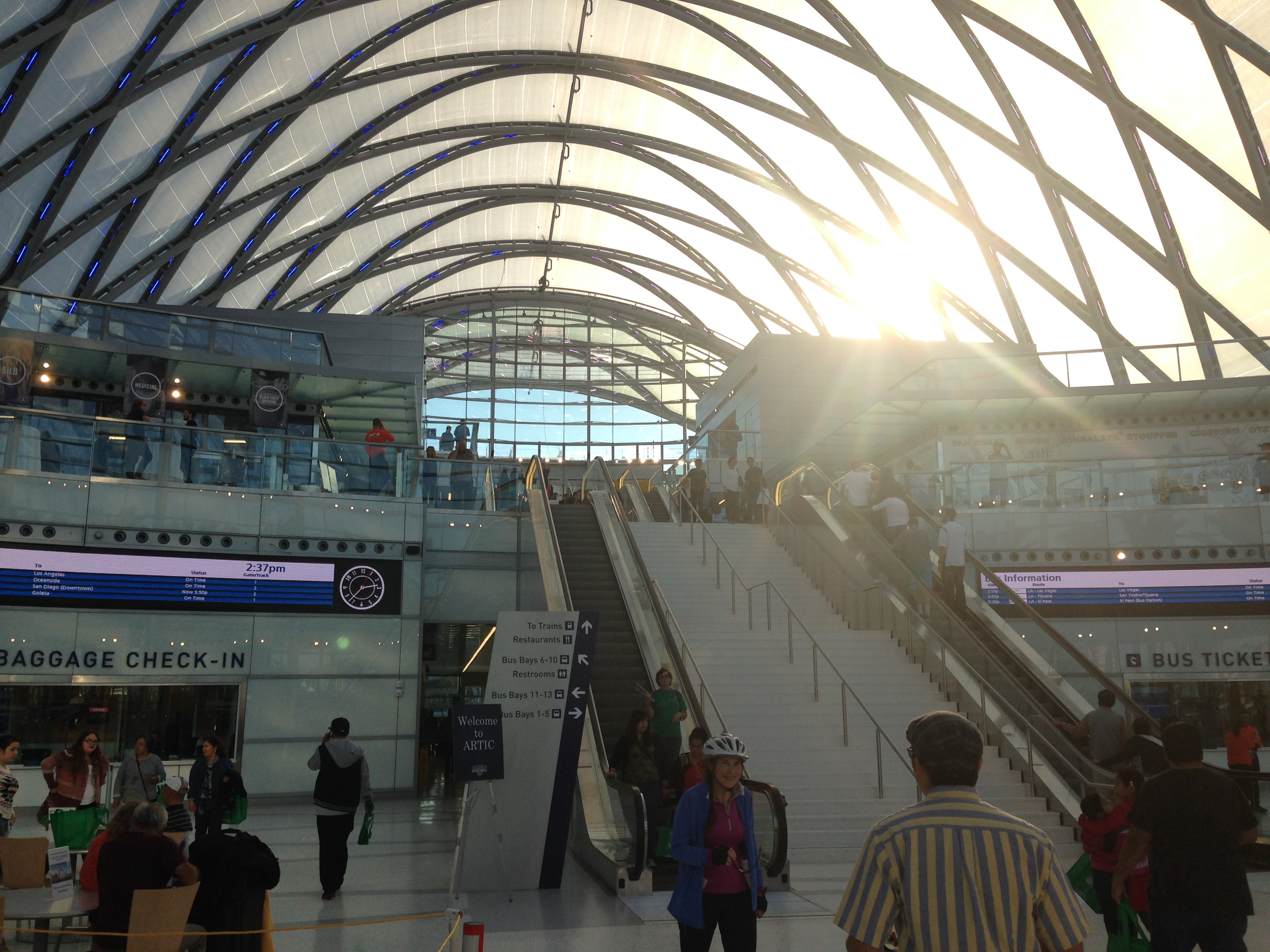
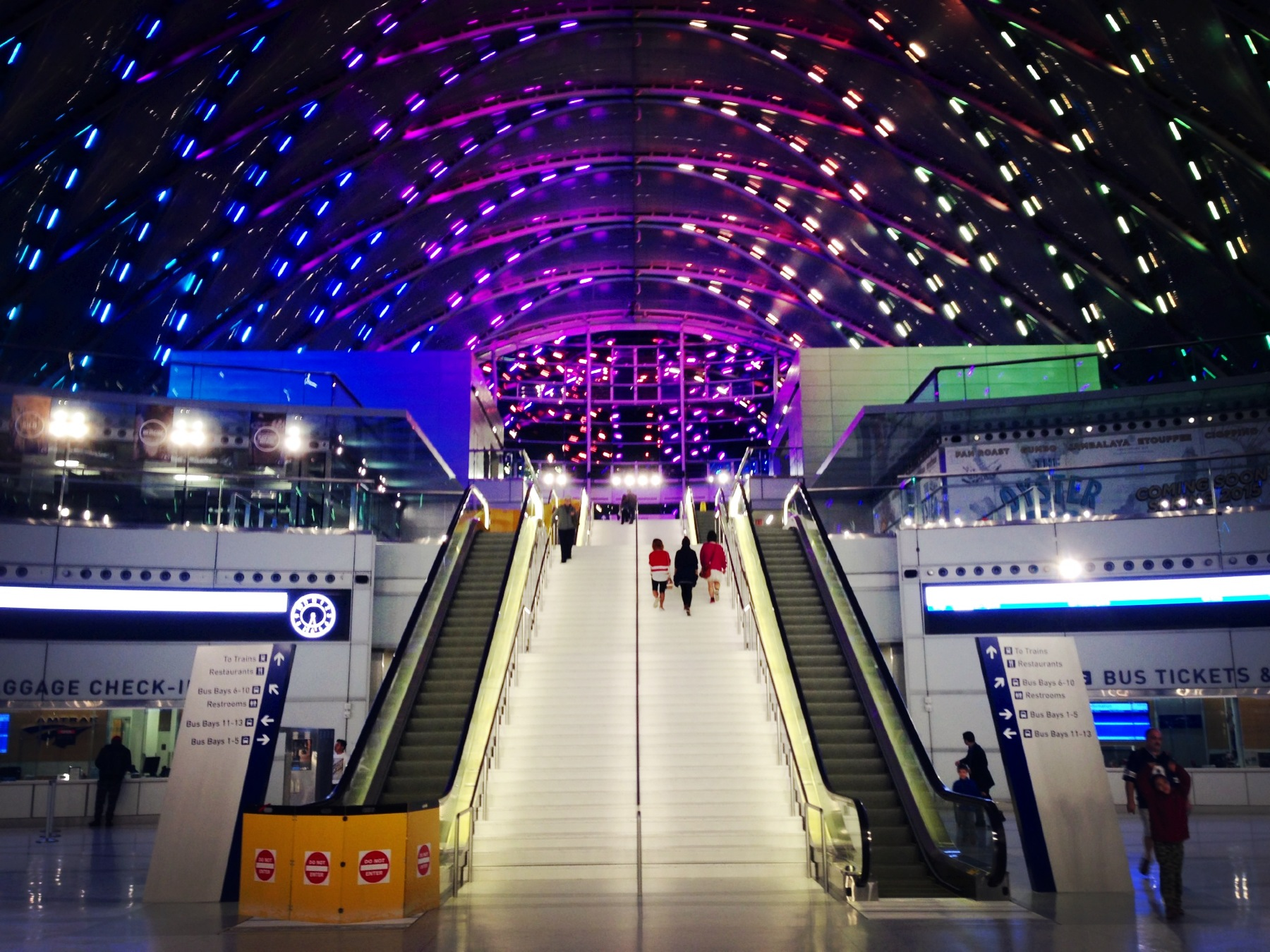
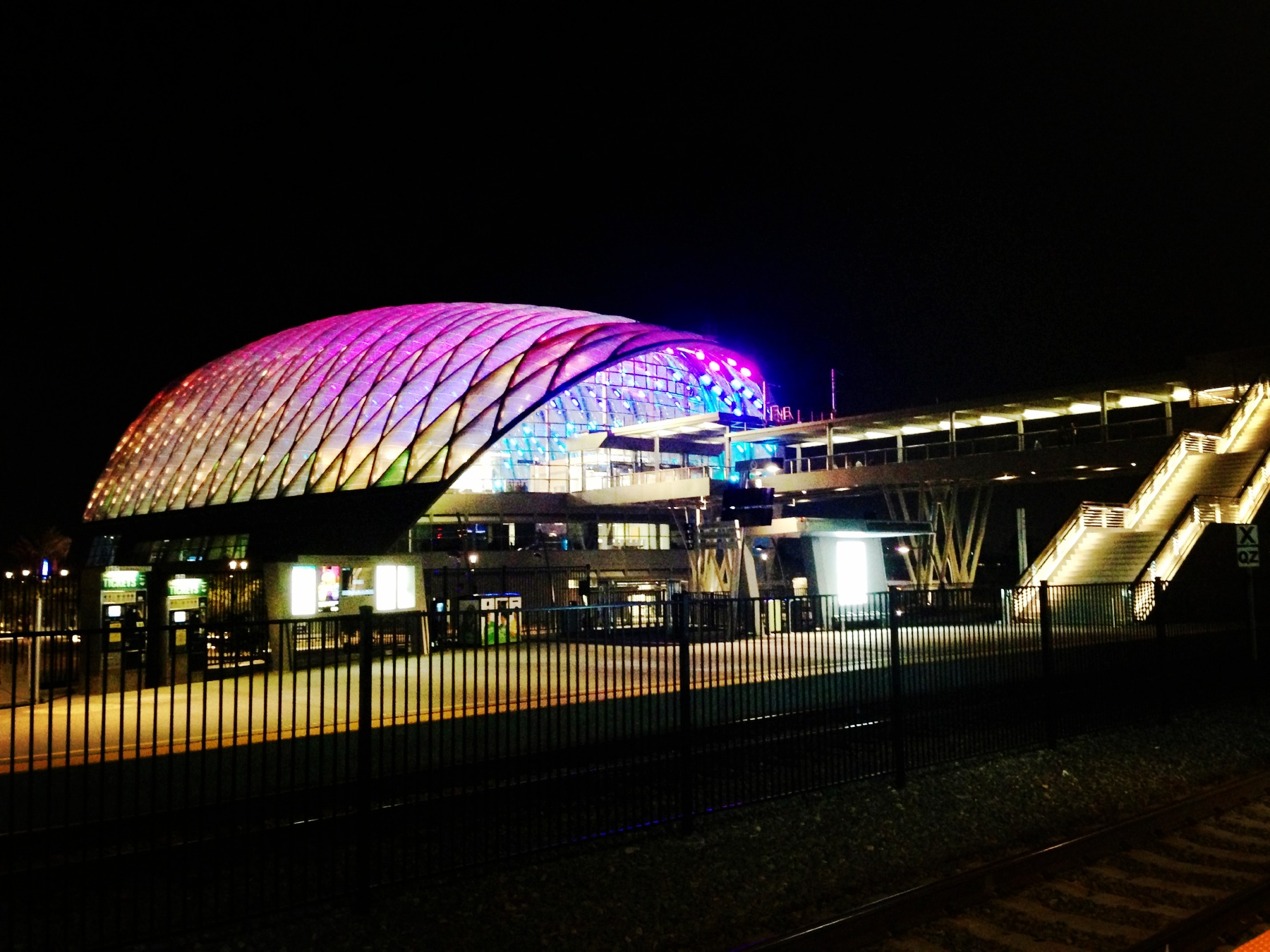